# Rhynchaglaea kumamotonis
Rhynchaglaea kumamotonis là một loài bướm đêm trong họ Noctuidae.